# Hit (podjetje)
Hit d.d. Nova Gorica je podjetje, ki se ukvarja s turizmom. V lasti ima 11 hotelov, 6 igralniško-zabaviščnih centrov, kamp, igralni salon in dve igralnici.